# Paratrechina pieli
Paratrechina pieli är en myrart som beskrevs av Santschi 1928. Paratrechina pieli ingår i släktet Paratrechina och familjen myror. Inga underarter finns listade i Catalogue of Life.